# Passaloecus corniger
Passaloecus corniger ist ein Hautflügler aus der Familie der Crabronidae.

## Merkmale
Die Wespe erreicht eine Körperlänge von 5 bis 7 Millimetern (Weibchen) bzw. von 4,5 bis 6 Millimetern (Männchen). Man kann die Art relativ gut von den übrigen einander sehr ähnlichen Arten der Gattung Passaloecus unterscheiden. Die Art ist die einzige der Gattung, bei der der Clypeus der Weibchen stark silbrig behaart ist, was ansonsten nur bei den Männchen vorkommt. Beide Geschlechter haben einen Scrobalsulcus und einen Episternalsulcus, der aus einer einfachen Punktlinie besteht. Zwischen den Fühlern ist ein spitzer Dorn erkennbar. 

## Vorkommen
Die Art ist in Europa bis 64° nördliche Breite und in Asien, östlich bis Japan verbreitet. Sie besiedelt verschiedene Lebensräume, in denen geeignete Nistmöglichkeiten zur Verfügung stehen. Die Art fliegt in zwei Generationen von Juni bis September. Sie ist in Mitteleuropa häufig anzutreffen.

## Lebensweise
Passaloecus corniger ist sehr anpassungsfähig und legt ihre Nester in Fraßgängen von Käfern an, in markhaltigen Stängeln, in Dachschilf und auch in Pflanzengallen, die von Halmfliegen der Gattung Lipara verursacht werden. Auch begonnene Nester anderer Wespenarten werden verwendet. Die Zellwände werden mit Harz gefertigt. Die Brut wird mit Röhrenblattläusen (Aphididae) oder seltener auch mit Blattflöhen der Familie Psyllidae versorgt, wobei bis zu 25 Tiere pro Zelle eingebracht werden. Insbesondere bei größeren Aggregationen wird die Beute anders als bei den übrigen Arten der Gattung aus Nestern von Artgenossen, anderen Arten der Gattung und sogar von Psenulus pallipes gestohlen. Omalus violaceus, Omalus puncticollis, Omalus aeneus und Omalus auratus sind als Kuckuckswespen nachgewiesen.

## Belege